# Tosa Mitsunobu

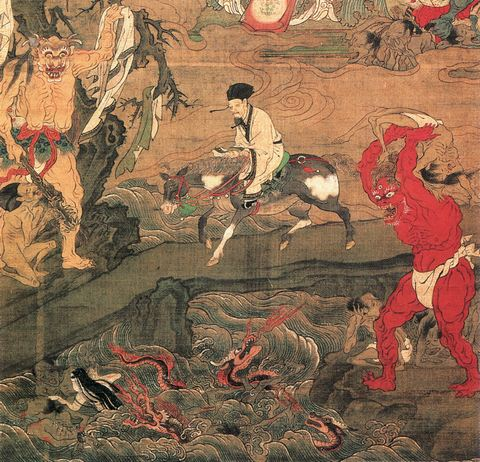
La rivière aux Trois Voies (Sanzu-no-kawa).

Mitsunobu Tosa (土佐 光信), né vers 1430, mort en 1522, est un peintre japonais.

## Peinture profane japonaise
Jouissant d'un prestige considérable dans son pays, Mitsunobu est considéré comme le véritable fondateur de l'école qui porte son nom, bien qu'il ne soit pas le premier du nom de Tosa. L'École Tosa remonte en effet au XIVe siècle et c'est elle qui, à partir de l'époque Muromachi, maintient officiellement le style de la peinture profane d'inspiration japonaise, élaborée aux périodes Heian et Kamakura, le yamato-e. Le XVe siècle voit le yamato-e quelque peu supplanté par la peinture monochrome, à l'encre (Suiboku), inspirée de la Chine des Song et des Yuan, tandis que le déclin politique et financier de l'aristocratie, groupée autour de l'empereur, entrave l'activité des artistes de cour. La direction de ceux-ci passe alors à la famille Tosa qui prend la tête de l'e-dokoro, le Bureau de peinture de la cour impériale, assurant ainsi la continuité de l'art japonais traditionnel.
Autre univers de prédilection des peintres de genre: la fête d'inspiration plus ou moins religieuse, mais prétexte à des manifestations on ne peu plus profanes. Les suites de paravents dénommés Rakuch ū-rakugai (Scènes de la vie quotidienne dans la ville et sa banlieue) en donnent des exemples hauts en couleur. Ceux de la collection Machida nous promènent, avec une minutie extraordinaire, dans les temples bouddhiques, les sanctuaires shintō, et jusque dans le retrait du palais impérial: les toits ont été ôtés, comme dans les vieux emaki, pour permettre au spectateur-voyeur de s'immiscer plus commodément dans le secret des familles. 
Au Musée national de Tōkyō, une autre série de Rakuch ū-rakugai, œuvre de Tosa Mitsunobu, nous montre comment se déroulent les fêtes shintō à Kyōto,.

## Bureau de peinture impérial
Malgré la montée au pouvoir de la classe guerrière, ce Bureau se maintient à la cour impériale de Kyōto, tandis que les shoguns Ashikaga décident de fonder la même institution au sein de leur propre cour shogunale et appellent la famille Tosa à en prendre la direction de façon héréditaire. Se trouvant ainsi à la tête de l'e-dokoro impérial et shogunal, les Tosa bénéficient à la fois du patronage de l'aristocratie et de la classe militaire, tout en jouissant de la plus haute position à laquelle puissent prétendre les artistes.

## Origine généalogique
L'arbre généalogique de cette dynastie de peintres qui fait monter son origine à la seconde moitié du XIIe siècle semble n'être qu'une invention du XVIIe siècle et l'on ne trouve pas le nom de Tosa avant Tosa Yukihiro (fin XIVe siècle-début XVe siècle). Son grand-père, Yukimitsu (actif 1352-1389), vraisemblablement le premier peintre de cette famille, porte le nom de Fujiwara. C'est donc à Mitsunobu que revient en vérité la position de fondateur de cette école. Il serait le fils de Mitsuhiro et le petit-fils de Jukihiro; en 1469, il prend la tête de l'e-dokoro impérial, puis se voit honoré de nombreux titres officiels jusqu'à ce que, en 1518, il devienne chef de le-dokoro shogunal, tout en se liant d'amitié avec de nombreuses personnalités influentes.

## Thème et style

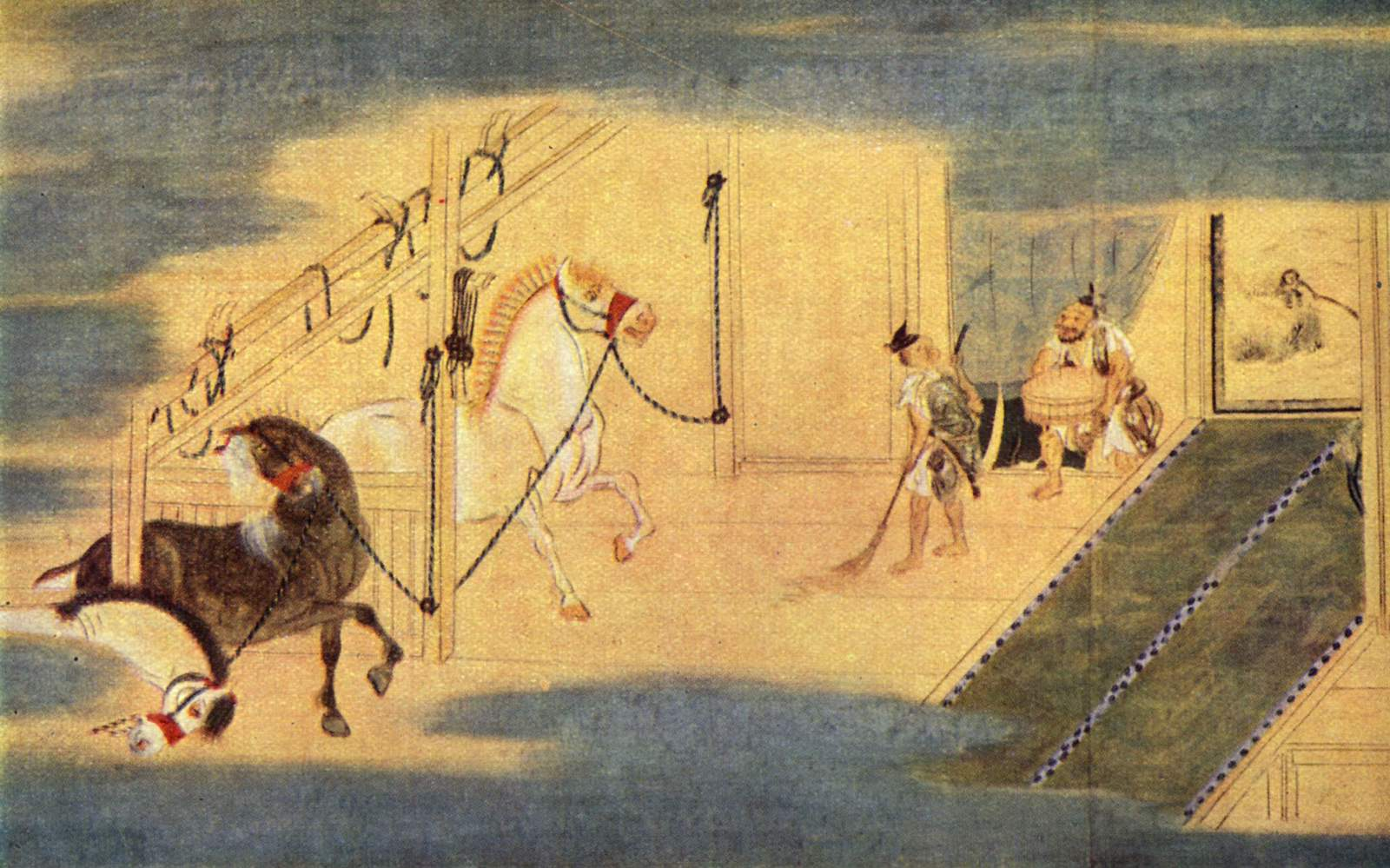

Bien qu'il se borne, comme ses descendants d'ailleurs, dans une certaine mesure, à des représentations assez conventionnelles de peintures anciennes, son art est pour une grande part un répertoire des meilleures caractéristiques de ce style traditionnel. Son œuvre recouvre une extrême variété de sujets : peintures bouddhiques, rouleaux narratifs (emaki et ko-e), paravents, portraits. La série de dix rouleaux verticaux représentant les Dix Rois des Enfers (Jû-ô) est la plus célèbre de ses peintures religieuses qui nous soit parvenue. Exécutée en couleurs brillantes que ponctuent de puissants coups de pinceau à la manière Kara-e (peinture chinoise à l'encre), elle devient caractéristique du style des artistes Tosa. Par l'union des jeux d'encre et des vifs coloris du yamato-e, Mitsunobu crée un effet très nouveau qui domine la peinture japonaise pendant de longues années.
Ce style novateur lui a été inspiré par un maître de l'école rivale, Kanō Motonobu, le mari de sa fille semble-t-il. Cette union a d'ailleurs livré à École Kanō  les secrets techniques de la peinture ancienne jalousement conservés dans l'atelier de cour et cette synthèse entre le tracé à l'encre aux touches diversifiées et les couleurs brillantes de l'époque Heian est à l'origine d'un renouveau important dans l'inspiration de École Kanō. Parmi les portraits de Mitsunobu, notons celui de l'empereur Go-En'yū, daté 1492 et conservé au monastère Unryū-in de Kyōto, ainsi que celui du danseur fameux Momoi Naoki (National Muséum Tōkyō).

## Ses œuvres
Mais c'est dans le domaine des peintures narratives qu'il excelle particulièrement; parmi les plus connues, citons le Seikô-ji engi emaki (Histoire du temple Seikô-ji), le Kitano Tenjin engi emaki (Légende de Tenjin), daté 1503, conservé au sanctuaire Kitano de Kyōto, le Kiyomizu-Dera Engi ou Seisui-ji Engi (Histoire du temple Seisui-ji) daté 1517, au musée national de Tōkyō et le quatrième rouleau du Ishiyama-dera engi emaki (Histoire du temple Ishiyama-dera), conservé dans ce même temple de la (préfecture de Shiga). Ces différentes œuvres font apparaître son talent à dépeindre les activités humaines et son don pour capter le charme et la ferveur religieuse du petit peuple des campagnes. Son successeur immédiat, son fils Mitsumochi et ses héritiers, restent à la tête de l'atelier impérial jusqu'au XIXe siècle. Avec le temps, leurs œuvres ne sont plus que des réminiscences affaiblies des beautés du passé Peinture japonaise.

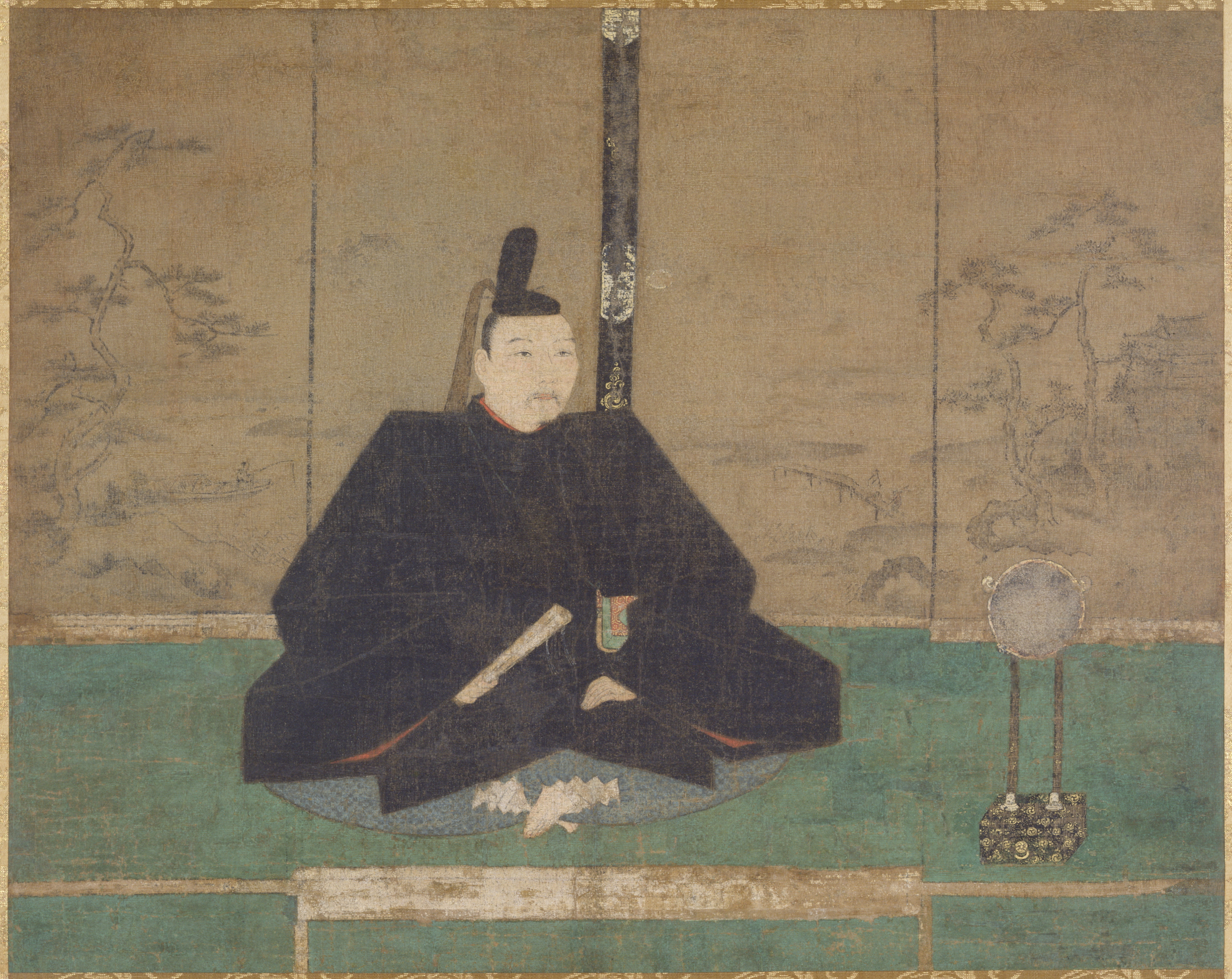
Portrait d'Ashikaga Yoshimasa.
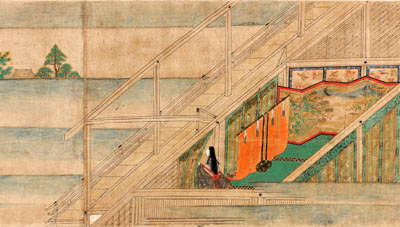
Section du Ishiyama-dera engi emaki.
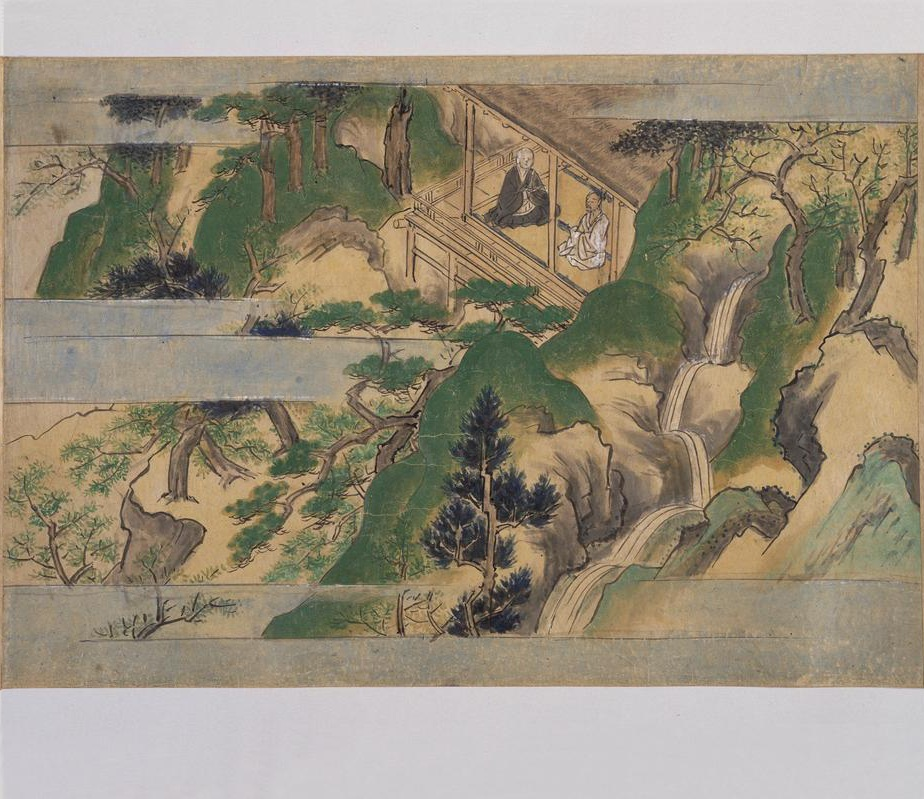
Section du Kiyomizu-Dera Engi
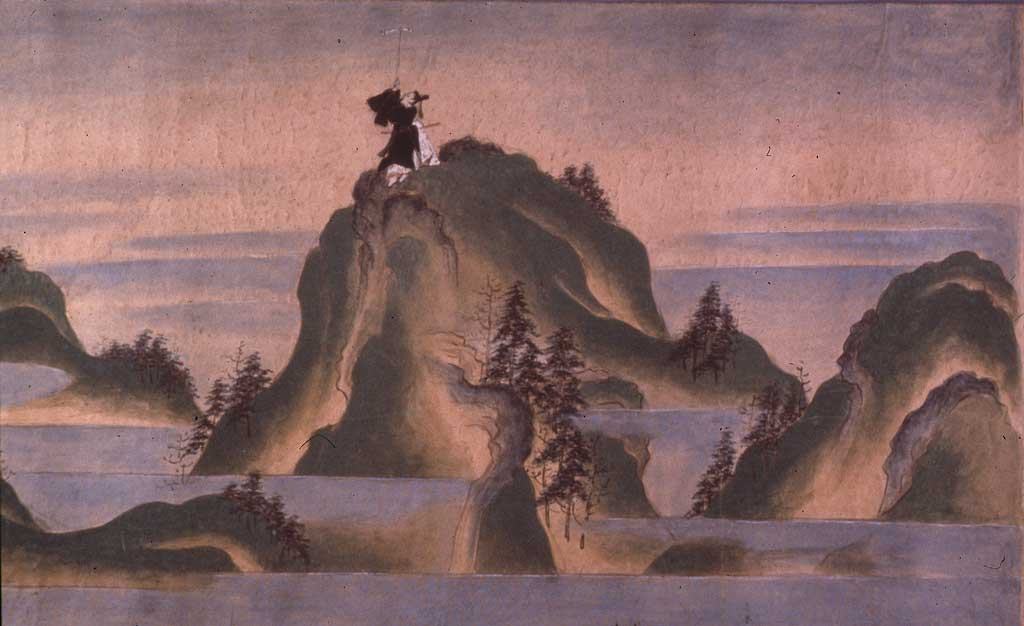
Section du Kitano Tenjin engi emaki.